# Enchelurus
Enchelurus é um gênero extinto de  peixe Osteichthyes que viveu nos períodos Cenomaniano ao Campaniano.